# Nomada nepalensis
Nomada nepalensis là một loài ong mật trong họ Ong mật thuộc bộ Cánh màng. Loài này được Schwarz mô tả khoa học năm 1990.